# Казаков, Николай Нилович
Николай Нилович Казаков (род. 16 сентября 1962, село Турмыши, Чувашская АССР) — чувашский композитор, создатель первого чувашского национального мюзикла «Нарспи». Лауреат Государственной премии Российской Федерации (2003).

## Биография
Николай Нилович Казаков родился 16 сентября 1962 года в селе Турмыши Янтиковского района Чувашской Республики. Отец руководил народным хором сельчан, сестра преподавала музыку и пение. В годы учёбы в средней школе играл в духовом оркестре на трубе и кларнете, посещал занятия по фортепиано в Янтиковской детской музыкальной школе. Окончив 10 классов, поступил на музыкально-педагогический факультет Чувашского государственного педагогического института. Одновременно занимался в Чебоксарском музыкальном училище им. Ф. П. Павлова в классе сочинения А. Г. Васильева (здесь написаны сюита «В деревне» и вариации для фортепиано). Через 2 года принят в Казанскую консерваторию в класс композиции профессора А. Б. Луппова, где учился в 1981—1986 годах. В 1983 году стал лауреатом Всесоюзного конкурса молодых композиторов за пятичастную сюиту для детского хора «Весёлые картинки» на стихи чувашских поэтов.
После окончания консерватории работал консультантом Союза композиторов Чувашии, заведовал музыкальной частью Чувашского государственного театра юного зрителя им. Сеспеля. В 1988 году принят в члены Союза композиторов СССР, избирался депутатом Верховного Совета Чувашской Республики (1990—1995). Заслуженный деятель искусств Чувашской Республики (2002). С 1988 года — заместитель председателя Союза композиторов Чувашской Республики, с 2003 — председатель. Является членом комиссий при Президенте Чувашской Республики по Государственным премиям в области литературы и искусства по Государственным молодёжным премиям. В 2003 году удостоен Государственной премии Российской Федерации в области литературы и искусства. Директор Чувашской государственной филармонии. В 2016 году удостоен Благодарности Президента Российской Федерации за заслуги в развитии культуры, средств массовой информации и многолетнюю плодотворную работу.

## Творчество
Автор музыки более чем к 40 спектаклям, ставившихся в театрах Чувашии, в том числе:
- спектакли «Айдар», «Ежевика вдоль плетня» (Чувашский государственный академический драматический театр имени К. В. Иванова)
- «Бесприданница», «Ужин после полуночи» (Театр юного зрителя им. М. Сеспеля).

Его произведения звучали на фестивалях музыки композиторов Поволжья и Приуралья, на съездах и пленумах Союза композиторов, на концертах в разных городах страны.
Один из основоположников чувашской эстрадной песни: написал много песен для солистов и вокально-инструментальных ансамблей. С ними и сам выступает в концертах как автор-исполнитель.
В 2008 году был поставлен мюзикл (рок-опера) «Нарспи» по поэме чувашского классика Константина Иванова, задуманный 20 лет назад (либретто Бориса Чиндыкова), на Грант Президента Чувашской Республики — первое чувашское произведение в этом жанре. Он поразил своей красотой и живостью жителей, а также гостей республики.

## Награды
- Лауреат Государственной премии Российской Федерации в области литературы и искусства (2004)

- Заслуженный деятель искусств Чувашской Республики (2002)
- Лауреат Государственной премии Чувашской Республики в области литературы и искусства (2009)